# València (Gurb)
València és una masia de Gurb (Osona) inclosa a l'Inventari del Patrimoni Arquitectònic de Catalunya.

## Descripció
Edifici civil. Masia de planta rectangular amb el carener perpendicular a la façana, que presenta un portal dovellat i una finestra al damunt amb decoracions goticitzants. Al davant de la casa hi ha un barri. L'estructura del mas és un xic complexa i els diversos afegitons que l'envolten dificulten la visibilitat.
Cal remarcar, a la part dreta de la planta baixa, que una de les quadres del bestiar és una nau coberta amb arc diafragmàtic. El cobert, gairebé unit a la masia, té un valor dins l'arquitectura rural, els murs exterior són sostinguts per contraforts. L'era conserva encara força lloses.
Els materials constructius bàsics són lleves de pedra, totxo i fusta.
L'estat de conservació és bo.

## Història
Antiga masia del terme de Gurb de la Plana dins la demarcació de l'antiga parròquia de Sant Julià Sasorba. Fou ampliada i reformada durant el segle SVII i XVIII.
Està registrat al fogatge de 1553 de la parròquia i terme de Sant Julià, habitava el mas Jaume Joan València.